# L'expedient Ipcress
L'expedient Ipcress (títol original en anglès: The Ipcress File) és una pel·lícula britànica de Sidney J. Furie estrenada el 1965.
Es tracta de la primera d'una sèrie de tres pel·lícules d'espionatge rodades els anys 60 en què Michael Caine encarna l'espia Harry Palmer, personatge creat per Len Deighton: L'expedient Ipcress (1965), El meu funeral a Berlín (1966) i Un cervell de mil milions de dòlars (1967).
Ha estat doblada al català.

## Argument
A Londres, Harry Palmer, un agent del contraespionatge, s'ha de barallar amb la seva pròpia burocràcia mentre investiga el segrest i el rentat de cervell de científics britànics. El personatge amb aspecte d'antiheroi Harry Palmer, a qui Michael Caine conferia un esperit sarcàstic, maneres desimboltes i una certa vulnerabilitat, està en oposició notable amb l'arquetipus heroic i viril llavors encarnat per Sean Connery com l'agent 007. D'altra banda, el protagonista és sovint presentat com a més vulgar, i la música de John Barry, en contrapunt amb les seves pròpies composicions per a la sèrie de James Bond, adopta regularment un to bromista, subratllant més encara la seva especificitat.

## Repartiment
- Michael Caine: Harry Palmer
- Nigel Green: major Dalby
- Guy Doleman: coronel Ross
- Sue Lloyd: Jean Courtney
- Gordon Jackson: Carswell
- Aubrey Richards: doctor Radcliffe
- Frank Gatliff: Bluejay
- Thomas Baptiste: Barney
- Oliver MacGreevy: Housemartin
- Freda Bamford: Alice

## Premis i nominacions

### Premis
- 1966: BAFTA a la millor direcció artística per a un film en color per a Ken Adam
- 1966: BAFTA a la millor fotografia per a Otto Heller
- 1966: BAFTA a la millor pel·lícula britànica per a Sidney J. Furie
- 1966: Premi Edgar Allan Poe a la millor pel·lícula estrangera per a Bill Canaway i James Doran

### Nominacions
- 1965: Festival de Canes per a Sidney J. Furie
- 1966: BAFTA al millor actor per a Michael Caine
- 1966: BAFTA al millor guió per a Bill Canaway i James Doran